# Alezio
Alezio är en ort och kommun i provinsen Lecce i regionen Apulien i Italien. Kommunen hade 5 629 invånare (2019).